# Lilion
Le Lilion est un ruisseau français qui coule dans le département du Puy-de-Dôme. Il prend sa source dans les  monts du Livradois et se jette dans la Dore en rive gauche. C’est donc un sous-affluent de l'Allier puis de la Loire.

## Géographie

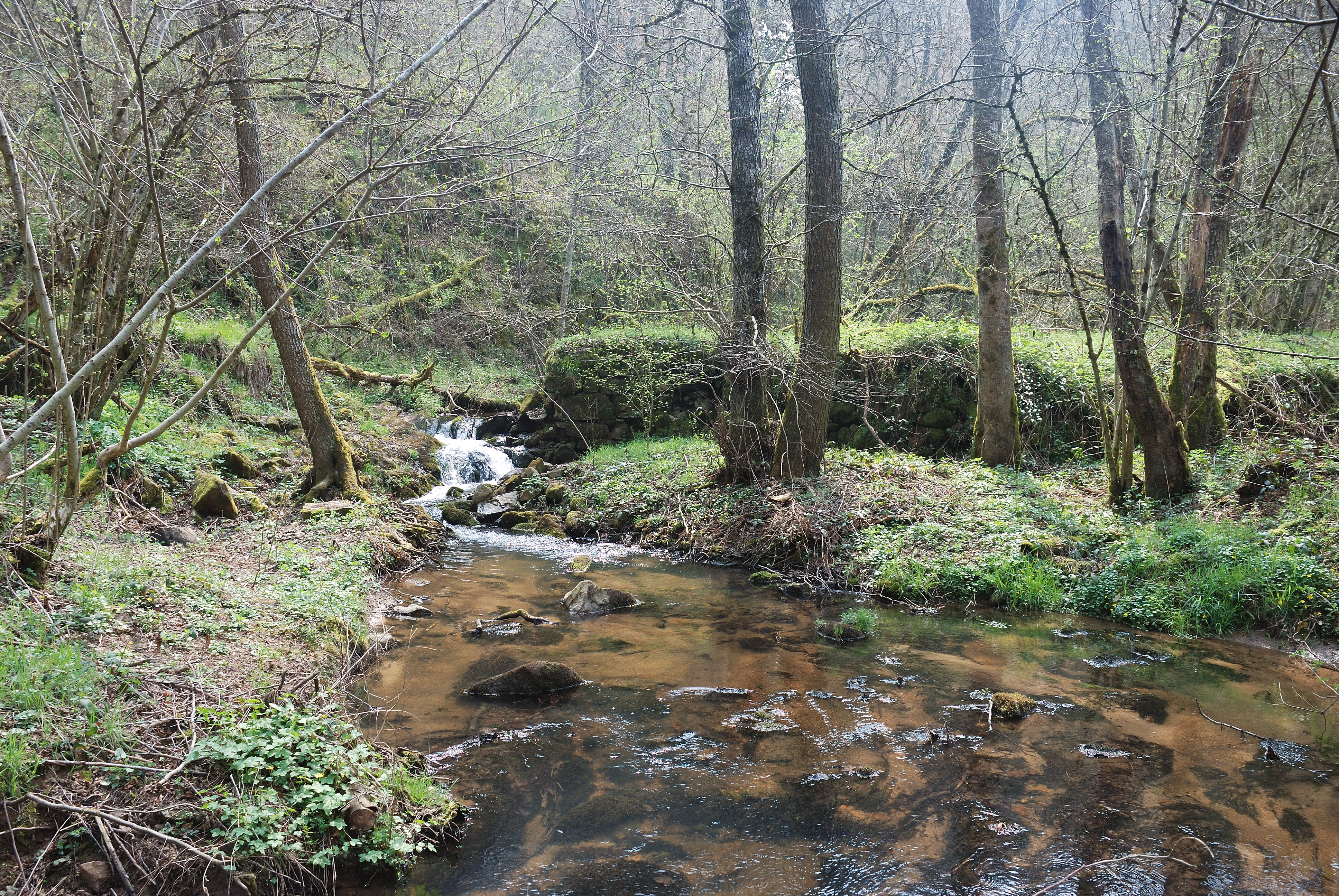
Le Lilion à proximité de Sermentizon

Le ruisseau prend sa source dans le massif du Livradois à 600 mètres d’altitude, près du hameau de Fonzilloux (commune de Trézioux).  Dès le départ, il s'oriente vers le nord-nord-est, direction qu'il maintient tout au long de son parcours. 
Il traverse d’abord un paysage de collines parsemées de bois et de prairies. Il contourne par l’ouest les sommets du Grun de Côte (576 mètres) puis s’enfonce peu à peu dans des gorges boisées. Celles-ci deviennent de plus en plus profondes jusqu’au village de Lavenal. Il rejoint la Dore en rive gauche au lieu-dit « Le Bateau », un peu en amont de Peschadoires.
La totalité de son bassin versant fait partie du parc naturel régional Livradois-Forez.

## Communes traversées
D'amont en aval, la rivière traverse les communes suivantes, toutes situées dans le département du Puy-de-Dôme : 
- Trézioux
- Neuville
- Sermentizon
- Néronde-sur-Dore